# 氮䓬斯汀
氮䓬斯汀是一种H1受体拮抗剂，在英文中其商品名有等，多用作鼻喷剂以治疗过敏性鼻炎，或作滴眼液以治疗过敏性结膜炎；其他用途包括治疗哮喘、皮疹等，此时通过口服用药。此药物通过眼部给药时在一分钟内起效，通过鼻腔给药则一小时内起效，其效力可持续至十二小时。
本药物常见的不良反应包括头痛、嗜睡、味觉改变、咽喉痛等；至于孕期或哺乳中使用是否安全，则尚不明确。作为第二代抗组胺药，本药物能阻挡包括组胺在内的多种炎症介质释放，以发挥作用。
氮䓬斯汀在1971年获得专利，1986年应用于医药。在美国，其有仿制药面市。2020年，本药物为美国处方中第173常见者，超过三百万张处方开出本药。

## 医疗用途
氮䓬斯汀鼻喷雾剂可用于局部治疗季节性过敏性鼻炎及常年性过敏性鼻炎的症状，如流涕不止、喷嚏、鼻痒等，五岁及以上人群均可使用；在某些国家，还可用于治疗血管运动性鼻炎，适用于十二岁及以上的人群。氮䓬斯汀滴眼液则可用于局部治疗季节性及常年性的过敏性结膜炎。

## 不良反应
于患有过敏性鼻炎的人群而言，氮䓬斯汀安全且耐受性好，不论成人儿童皆然。口苦、头痛、鼻腔灼痛、嗜睡为最常报道的不良反应实例。美国的处方建议中则警告不得同时使用酒精及/或其他中枢神经系统抑制剂；一些晚近的研究表明本药物导致嗜睡的比例（约2%）同安慰剂相似。
最常见的不良反应是口中发苦（人群中20%左右），有鉴于此，生产商另有制造添加三氯蔗糖的氮䓬斯汀制剂。口苦的问题通过正确运用鼻喷雾（即头部略前倾，勿将药物吸入过深处）或可减轻，换用氮䓬斯汀/三氯蔗糖制剂也可。
再者，使用鼻喷雾的抗组胺药时可能失嗅，氮䓬斯汀制剂无论是否添加三氯蔗糖，都存在此类风险。

## 药理学

### 药物动力学
氮䓬斯汀之起效有三重方式：
1. 抗组胺效应、
2. 肥大细胞稳定效应、
3. 抗炎效应。

### 药代动力学
通过鼻腔给药时，氮䓬斯汀在全身的生物利用度大约40%；二至三小时内，测得最大血药浓度（Cmax）。本药物的生物半衰期、稳态分布体积及血浆清除率分别为22 h、14.5 L·kg-1、0.5 L·h-1·kg-1（基于静脉给药及口服给药数据）。口服剂量中约75%通过排遗排出。经口服给药的氮䓬斯汀，其药代动力学不受年龄、性别或肝损伤情况影响。

#### 代谢情况
氮䓬斯汀经细胞色素P450酶超家族而氧化代谢成具有活性的代谢产物去甲基氮䓬斯汀，另有两种无活性的羧酸代谢产物。

## 化学性状
盐酸氮䓬斯汀的化学命名为(±)-1-(2H)-二氮杂萘酮, 4-[(4-氯苄基) 甲基]-2-(六氢-1-甲基-1H-氮杂䓬-4-基)-盐酸盐，呈白色状，基本无臭，味苦。